# Albac
Albac (in ungherese Fehérvölgy, in tedesco Klein-Goldenbach) è un comune della Romania di 2 168 abitanti, ubicato nel distretto di Alba, nella regione storica della Transilvania.
Il comune è formato da un insieme di 16 villaggi: Albac, Bărăști, Budăiești, Cionești, Costești, Dealu Lămășoi, Deve, După Pleșe, Fața, Pleșești, Potionci, Rogoz, Roșești, Rusești, Sohodol, Tamborești.

## Storia
Il comune è menzionato per la prima volta in un documento nel 1733 col nome "Râul Mare".

## Società

### Evoluzione demografica
Evoluzione del numero di abitanti e composizione etnica nel tempo: